# 哈达城 (阿富汗)

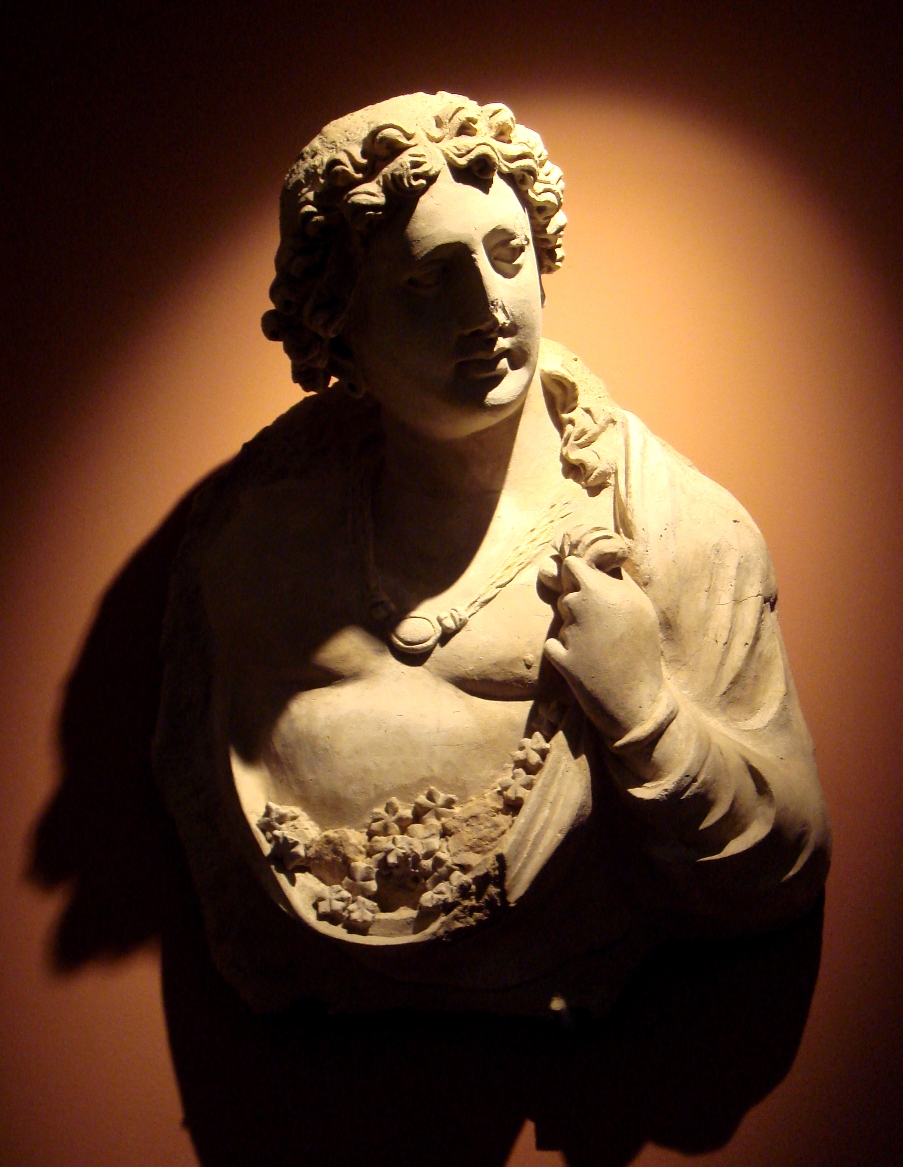
《花的天才》，哈大城。公元2-3世纪。吉梅特博物馆。

哈达/醯羅城，是位于阿富汗东部楠格哈尔省贾拉拉巴德市以南十公里的一处古印度健馱邏文化考古遗迹，以希腊化佛教艺术闻名。中国高僧法显和玄奘均到过该城。

## 背景
中国古籍最早记载该城的是东晋高僧法显著《法显传》：“至那竭国界醯罗城，中有佛顶骨精舍，尽以金薄，七宝校芳。国王敬重顶骨，乃取国中豪姓八人，人持一印，印封守护。”
唐玄奘在其大唐西域记中记录：“城東南三十餘里，至醯羅城。周四五里，豎峻險固，花林池沼，光鮮澄鏡。城中居人，淳質正信。復有重閣，畫棟丹楹。第二閣中有七寶小窣堵波，置如來頂骨。骨周一尺二寸，發孔分明，其色黃白，盛以寶函，置窣堵波中。欲知善惡相者，香末和泥，以印頂骨，隨其福感，其文渙然。又有七寶小窣堵波，以貯如來髑髏骨，狀若荷葉，色同頂骨，亦以寶函緘絡而置。又有七寶小窣堵波，貯如來眼睛，睛大如柰，光明清徹，曒映中外，又以七寶函緘封而置。如來僧伽胝袈裟，細氎所作，其色黃赤，置寶函中，歲月既遠，微有損壞。如來錫杖，白鐵作環，栴檀為笴，寶筒盛之。近有國王聞此諸物並是如來昔親服用，恃其威力，迫脅而歸。既至本國，置所居宮，曾未浹辰，求之已失。爰更尋訪，已還本處。斯五聖跡，多有靈異。迦畢試王令五凈行給侍香花，觀禮之徒，相繼不絕。諸凈行等欲從虛寂，以為財用人之所重，權立科條，以止喧雜。其大略曰：「諸欲見如來頂骨者，稅一金錢；若取印者，稅五金錢。」自余節級，以次科條。科條雖重，觀禮彌眾。重閣西北有窣堵波，不甚高大，而多靈異，人以指觸，便即搖震，連基傾動，鈴鐸和鳴。”
1930年代和1970年代在哈达（Hadda）挖掘出土了大约23,000个粘土和石膏制作的希腊化佛教雕塑，研究结果以近乎完美的希腊文化风格结合了佛教和希腊文化的元素。

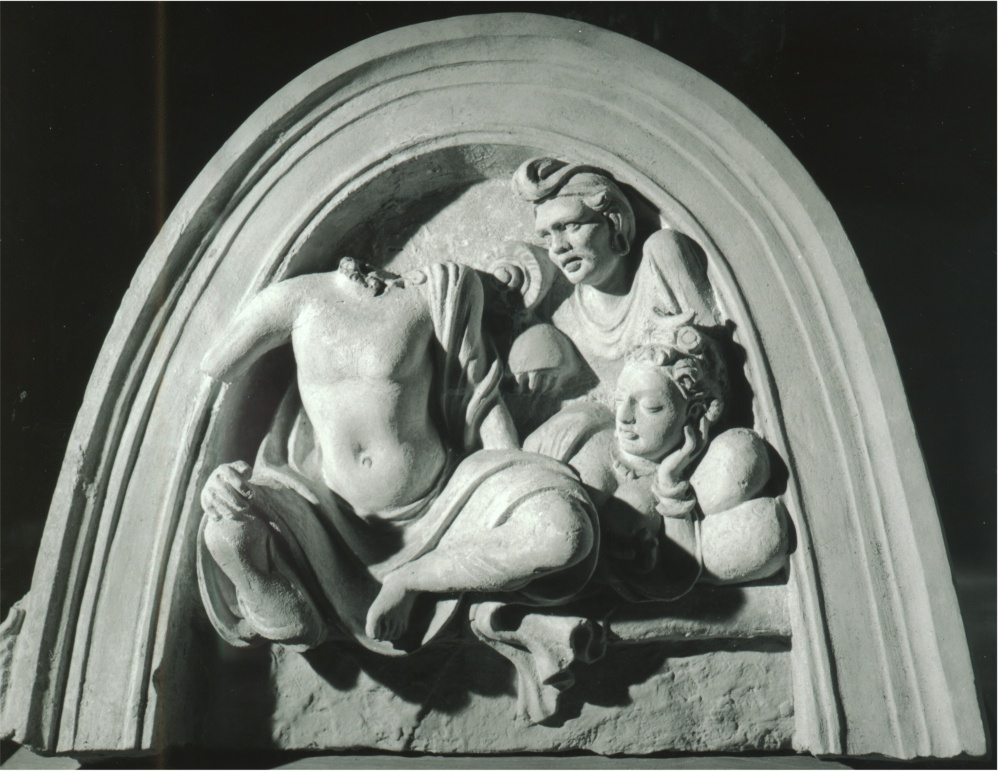
公元5世纪的哈达（Hadda），菩萨和钱德卡（Chandeka） 。

尽管这些文物的风格是公元前2或1世纪晚期的希腊文化的典型代表，但哈达的雕塑风格通常可追溯至公元1世纪或更晚（即一两个世纪）。这种差异可能是由于在该地区保留了几个世纪以来的希腊文化晚期风格而引起的。但是，也可以解释为这些文物可能实际上是有可能在希腊文化后期产生的。
鉴于这些雕塑的古老性和技术上的改进表明艺术家完全了解希腊雕塑的各个方面，所以，不可否认希腊族群直接参与这些实现艺术，并且“该地区可能是初期希腊化印度佛教艺术雕塑的摇篮”。。 
哈达（Hadda）的许多作品都具有高度希腊化的风格，可以与和希腊巴萨的阿波罗神庙雕塑相媲美。
哈达（Hadda）地名起源于梵语haḍḍanm，“骨头”，或未记录的*haḍḍaka，adj。，“有骨头（的地方）”。前者不是指化石-将会在随后的印度北部的话语中（以及在现代普什图语中的古印度残留）产生Haḍḍ。后者自然会产生Haḍḍa的形式，并很好地反映了Hadda内藏着佛陀舍利遗物的信念。“哈达”这个词，还发现在普什图语中，可能是该地区受到伊斯兰到来前人口的语言影响。

## 出土文物
该遗址的出土的代表艺术品是一件在Tapa-i-Shotor的Hadda遗址出土的佛陀雕塑群，佛陀周围环绕着完美的希腊化的海克里斯和持有聚宝盆的Tyche 。 唯一的不同是海克里斯手持的是金刚手菩萨的闪电棒，而不是他常常持有的棍子。
其他出土的佛陀侍者雕像也表现出明显的希腊文化风格，例如今天在巴黎吉美特博物馆的“ Genie au Fleur”。 

## 佛经
据信，最古老的尚存佛教手抄本，甚至是最古老的尚存印度手抄本，都是在哈达（Hadda）附近发现的。它们可能是始于公元1世纪左右，使用Kharoṣṭhī文字写在甘达里的树皮上，并出土在装有相同语言和文字铭文的陶罐中。他们是流行于犍陀罗的一部分失传已久的Sarvastivadin经典，并且是佛教通过丝绸之路的传播到中亚和东亚的主要手段，现在手稿已归大英图书馆所有。

## 毁灭
随着佛教在阿富汗地区的示微，哈达城逐步变成了遗迹，该遗迹在阿富汗内战期间毁坏严重。

## 图片

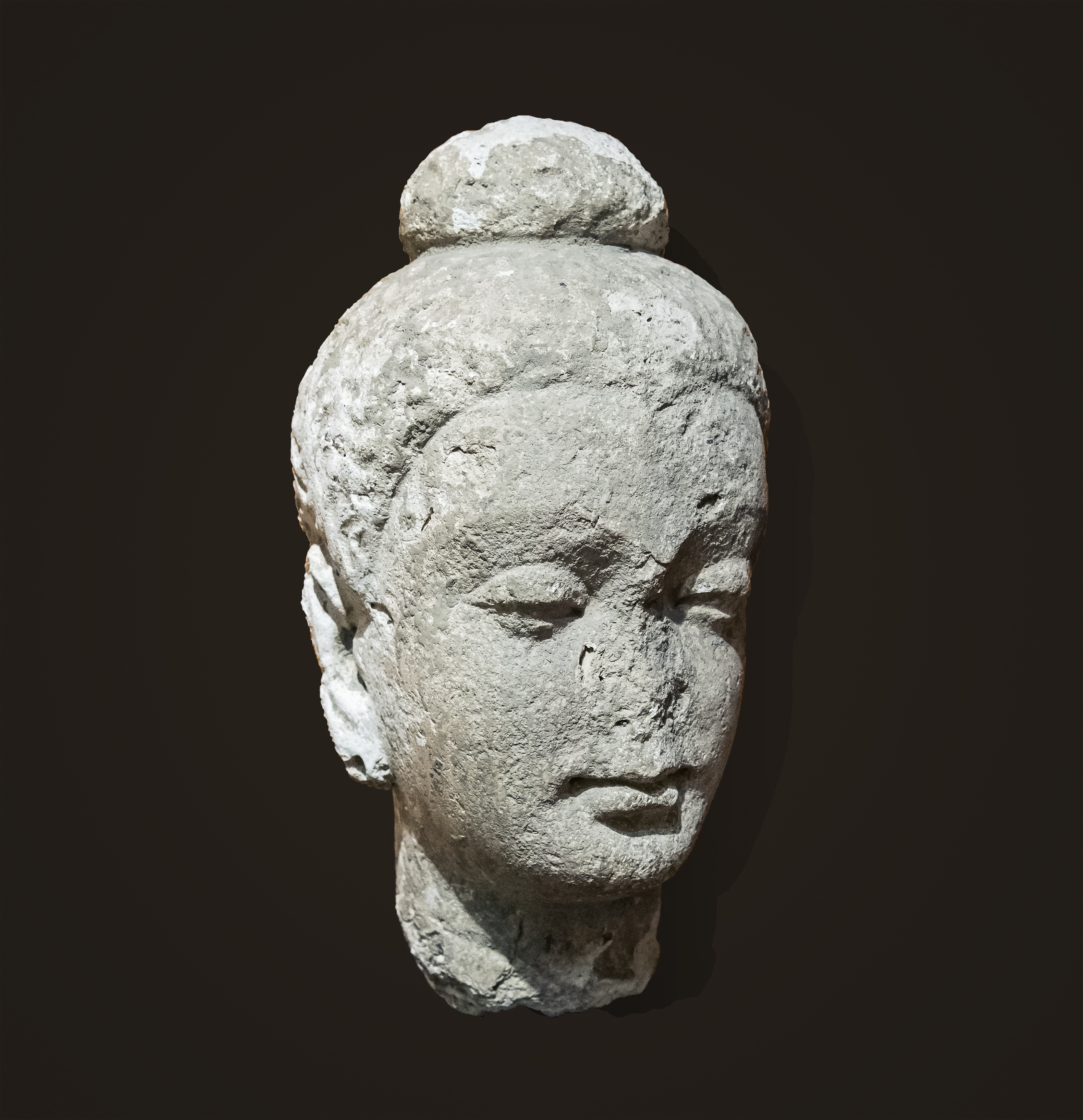
佛头
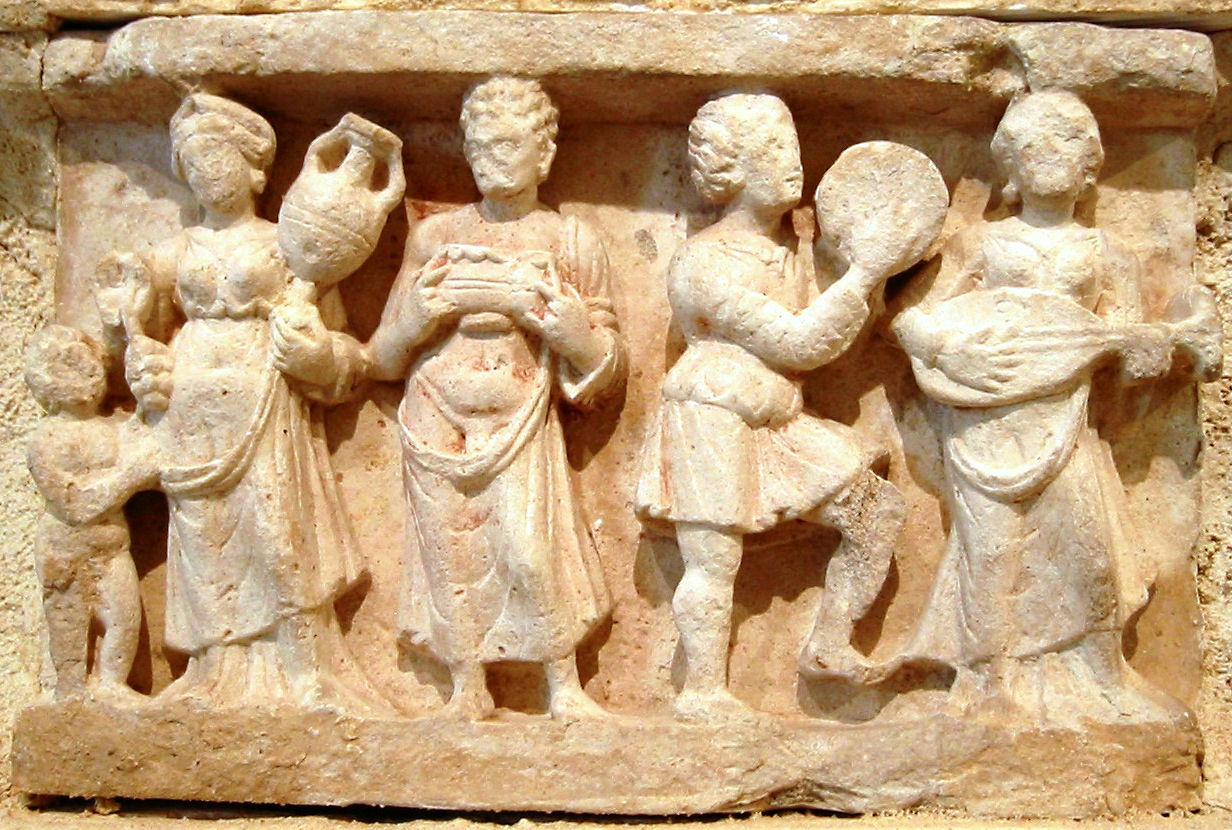
公元1世纪，哈达（Hadda） ，希腊人的衣服，油罐，葡萄酒和音乐。
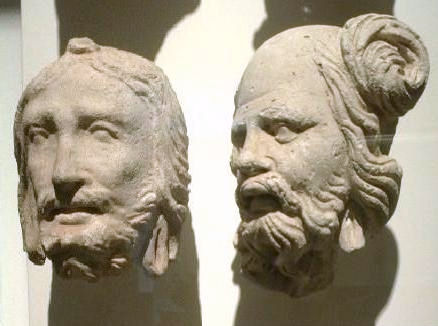
公元3世纪肖像。
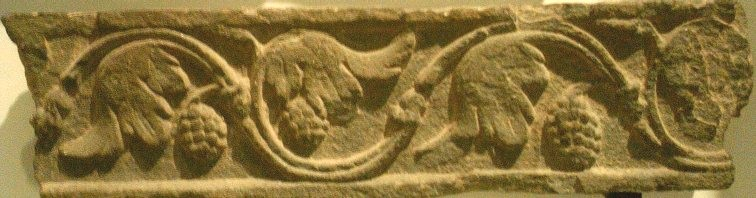
装饰卷轴。
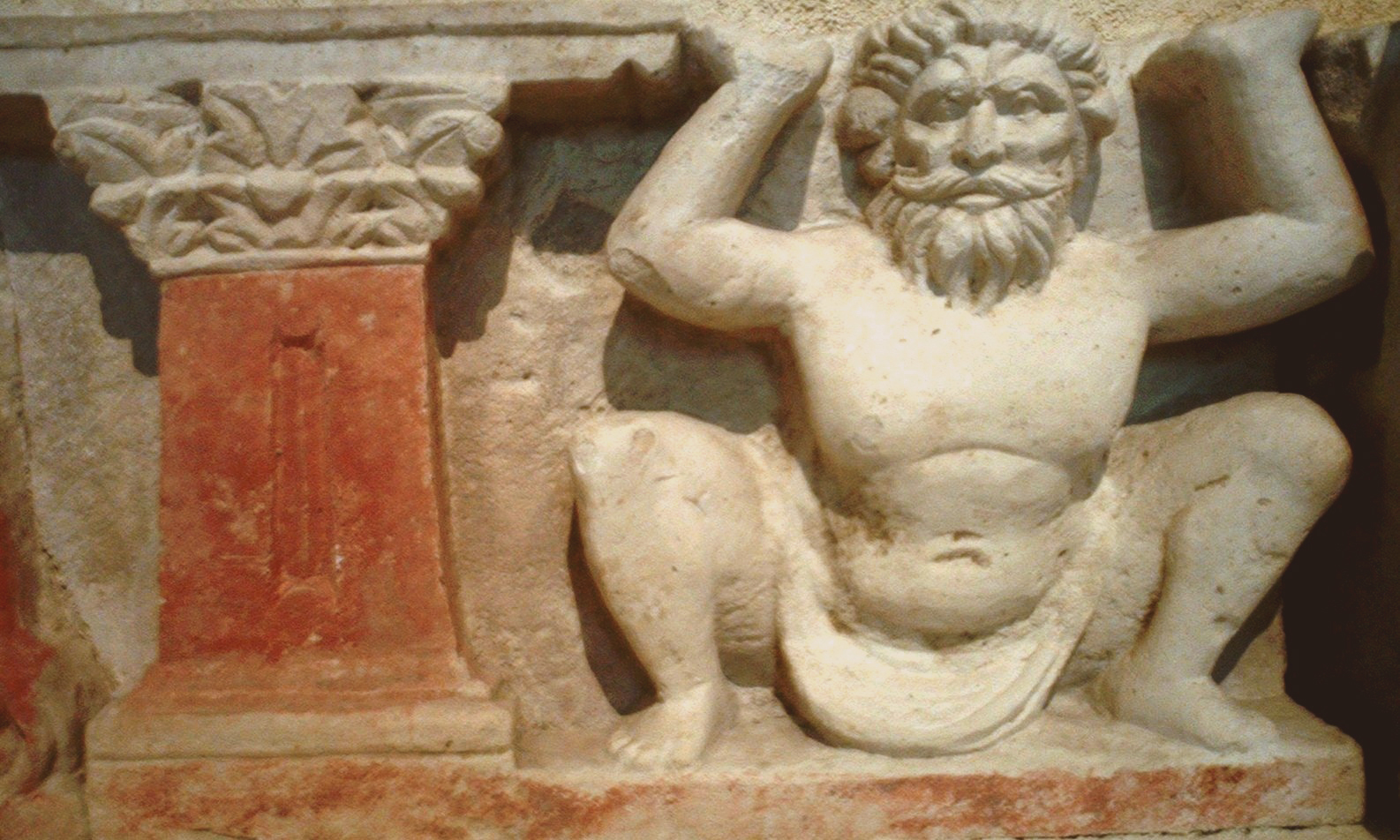
希腊神阿特拉斯（Atlas） ，支持佛教古迹
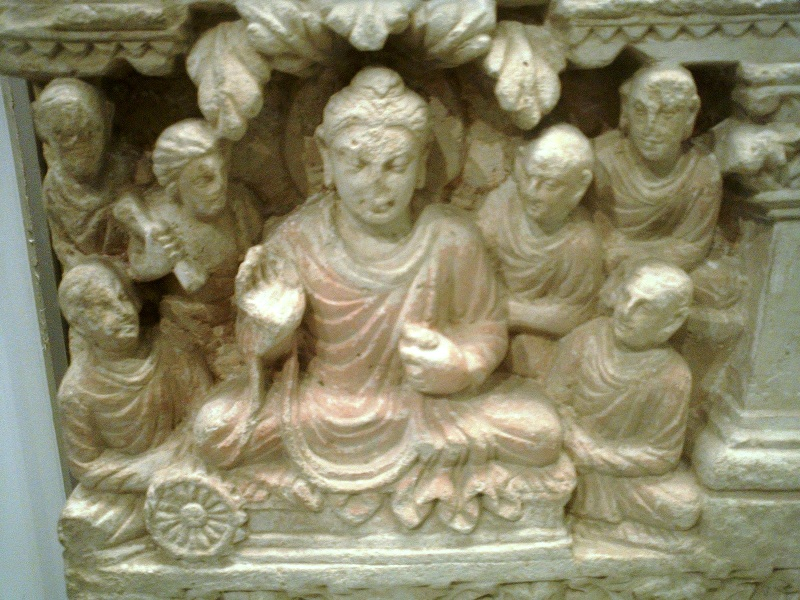
彩色佛像，公元2世纪
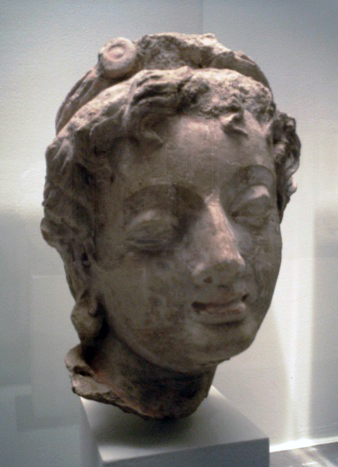
少妇，3-4世纪
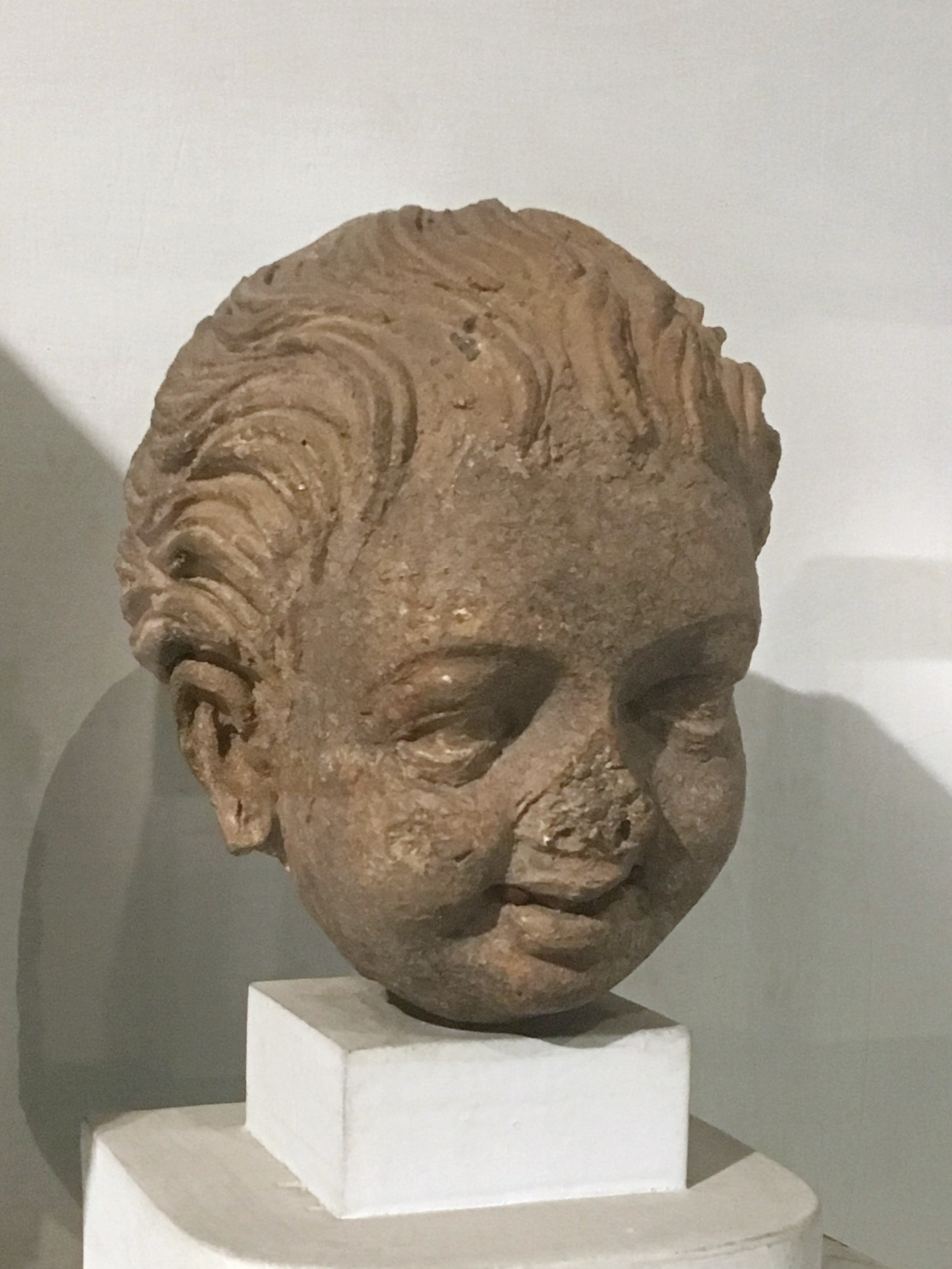
笑容男孩
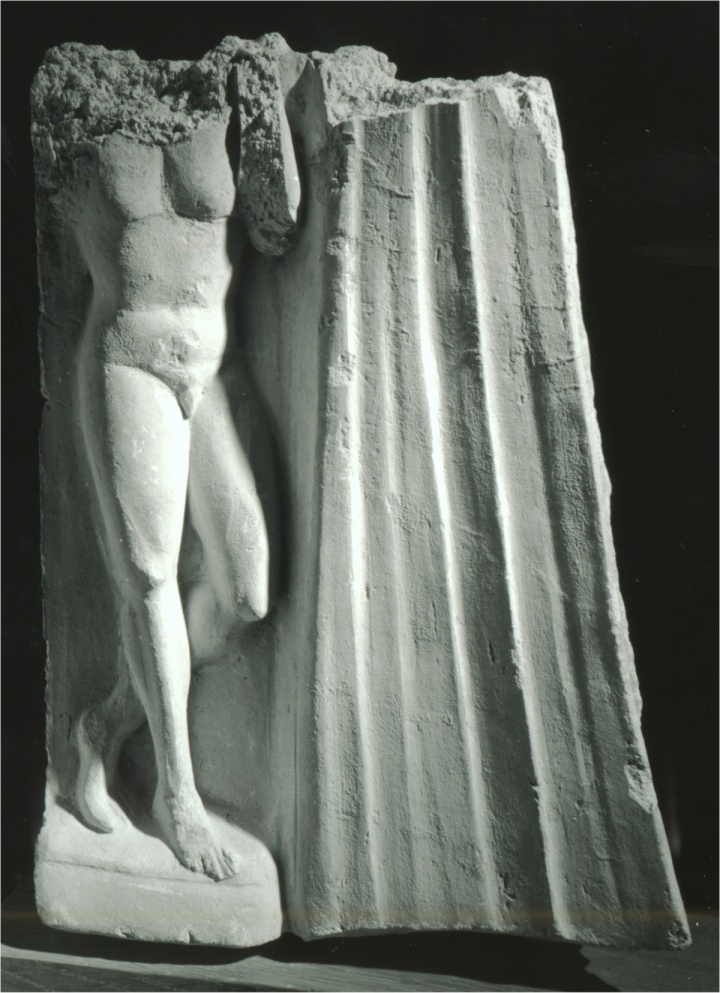
公元3世纪哈达雕塑。
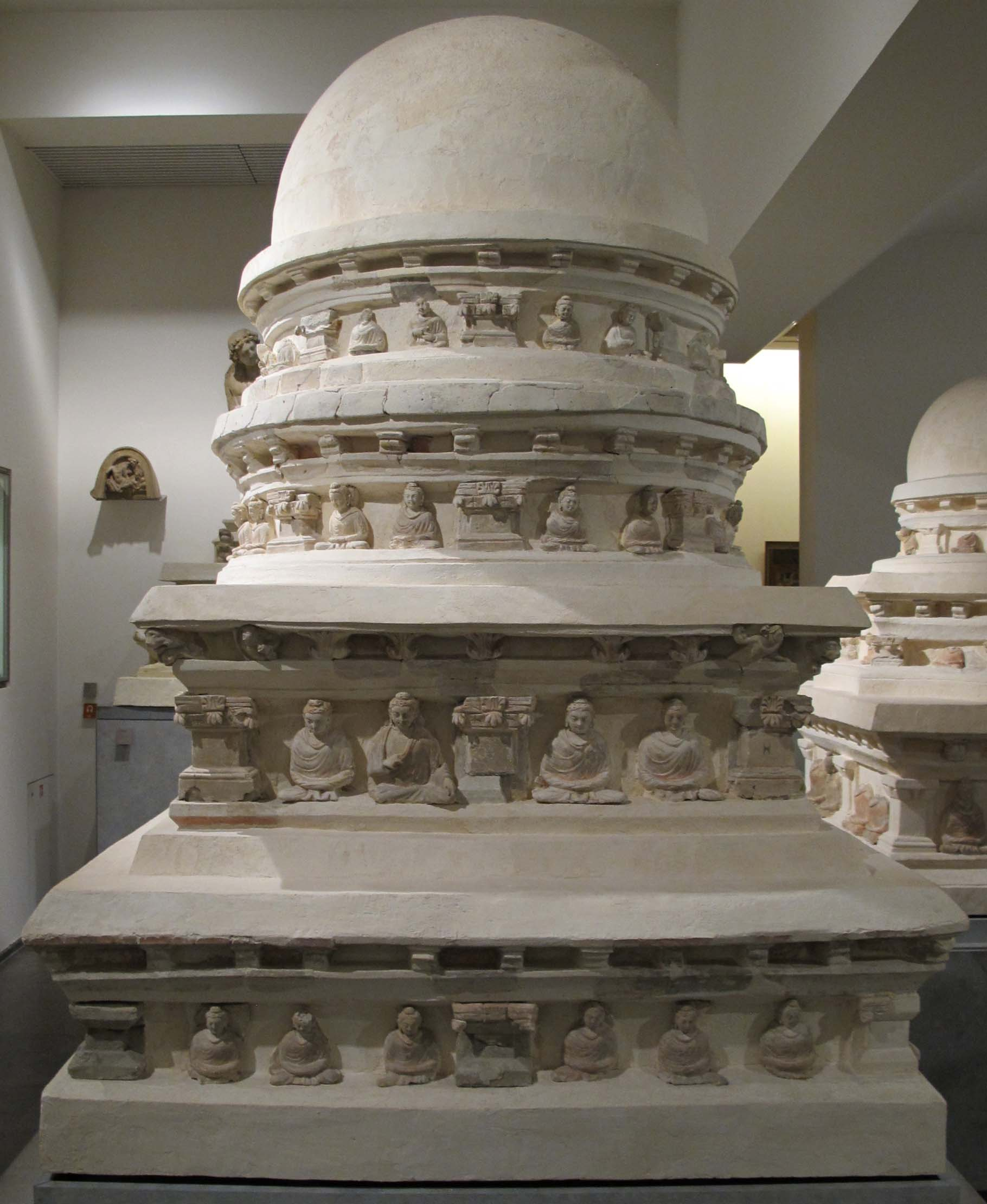
佛塔的基础